# Akko (geslacht)
Akko is een geslacht van straalvinnige vissen uit de familie van grondels (Gobiidae).

## Soorten
- Akko brevis (Günther, 1864)
- Akko dionaea Birdsong & Robins, 1995
- Akko rossi Van Tassell & Baldwin, 2004